# 自由社会主義
自由社会主義（じゆうしゃかいしゅぎ、Liberal socialism）は、社会主義に自由主義的な原則を取り入れた政治思想である。
この思想は、自由主義を、人間は生まれながらにして精神的自由を有するのものとみなし、自由を共有された人間の生活の目標、手段、およびルールとして採用する政治理論と見なしている。社会主義は、政治的および経済的自立と、物質的必要性の支配からの解放を通じて、自由の認識を実現する方法と見なされている。自由社会主義者は、資本主義の廃止に反対し、財産の社会的所有と私有財産の両方を支持する混合経済に近いものを理想とする。

## 主な政党
- イタリア社会党
- 民主党 (イタリア)
- 新イタリア社会党
- ドイツ社会民主党
- スペイン社会労働党
- 社会党 (フランス)
- 社会党 (ポルトガル)